# ویکتور وایسکاپف
ویکتور وایسکاپف (به آلمانی: Victor Weisskopf) یک فیزیکدان آمریکایی با اصلیت اتریشی بود. او پژوهش‌های پسادکتری خود را با ورنر هایزنبرگ، اروین شرودینگر، ولفگانگ پاولی و نیلز بور انجام داد. وایسکاپف به خاطر کارهایش در الکترودینامیک کوانتومی، ساختار هسته اتم، و نیز فیزیک ذرات بنیادی شناخته شده‌است. وی در زمان جنگ جهانی دوم در لاس آلاموس بر روی پروژه منهتن برای ساخت بمب اتمی کار کرد، اما بعدها به جنبش‌های منع سلاح‌های هسته‌ای پیوست.

## زندگی
وایسکاپف در شهر وین پایتخت اتریش متولد شد. در سال ۱۹۳۱ دکترای خود را در فیزیک از دانشگاه گوتینگن در آلمان، دریافت نمود. به خاطر توانایی فوق‌العاده‌اش در فیزیک، توانست با بزرگترین فیزیک‌دان‌هایی که بر روی اتم کار می‌کردند همکار شود، به خصوص، زیر نظر نیلز بور در موسسه‌اش در کپنهاگ مشغول به کار شد. در اواخر دهه ۱۹۳۰، وی به عنوان یک یهودی، دریافت که باید از اروپا خارج شود. بور به او برای یافتن موقعیتی در آمریکا کمک کرد. بین سال‌های ۱۹۳۷ و ۱۹۴۰ وی استاد فیزیک در دانشگاه روچستر بود. بعد از جنگ جهانی دوم وارد دانشکده فیزیک دانشگاه‌ام آی تی شد و بعدها ریاست آن را عهده‌دار گردید.
وی در سال ۱۹۸۱، توسط پاپ ژان پل دوم به ریاست گروهی چهار نفره برای صحبت با رونالد ریگان در مورد ضرورت منع استفاده از سلاح‌های هسته‌ای انتخاب شد.

## زندگی علمی
در دهه‌های ۱۹۳۰ و ۱۹۴۰، ویکتور کارهای بزرگی در فیزیک کوانتوم و به خصوص الکترودینامیک کوانتومی انجام داد. وی یکی از اعضای پروژه منهتن برای ساخت بمب اتمی بود. به گفته خودش به خاطر عدم اطمینان به توانایی‌های ریاضی خود، وی از انتشار چندی از نتایج پژوهش‌هایش (که بعدها درستی آن‌ها ثابت گردید) که امروزه به نام جابه‌جایی لمب شناخته می‌شوند، صرف نظر کرد و جایزه نوبل فیزیک را از دست داد. اتفاقی که وایسکاپف به آن تاسف می‌خورد.
در سال‌های بین ۱۹۳۷ تا ۱۹۴۳ وی استاد فیزیک در دانشگاه راچستر بود. بعد از جنگ جهانی دوم به دانشکدهٔ فیزیک MIT پیوست.
از دانشجوهای برجسته و تأثیرگذاز او می‌توان به موری گل-مان و جان دیوید جکسون اشاره کرد. عضو آکادمی ملی علوم بود و بین سال‌های ۱۹۶۰ تا ۱۹۶۱ و ۱۹۷۶ تا ۱۹۷۹، به ترتیب، رئیس فرهنگستان هنر و دانش آمریکا و رئیس انجمن فیزیک آمریکا بود.

## جایزه‌ها
- مدال ماکس پلانک - ۱۹۵۶
- مدال اورستد - ۱۹۷۶
- نشان ملی علوم - ۱۹۸۰
- جایزه ولف - ۱۹۸۱
- مدال آلبرت اینشتین - ۱۹۸۴

## کتاب‌ها
- فیزیک هسته‌ای نظری (به انگلیسی: Theoretical Nuclear Physics)
- دانش و شگفتی: جهان طبیعت، آن گونه که انسان می‌داند (به انگلیسی: Knowledge and Wonder: The Natural World as Man Knows It)
- فیزیک در قرن بیستم: نوشته‌های برگزیده (به انگلیسی: Physics in the Twentieth Century: Selected Essays)
- مبانی فیزیک ذرات (به انگلیسی: Concepts of Particle Physics)
- امتیاز فیزیک پیشه بودن. گفتارها (به انگلیسی: The Privilege of Being a Physicist. Essays)
- لذت بینش:اشتیاق‌های یک فیزیک‌دان(به انگلیسی: The Joy of Insight: Passions of a Physicist)[۵]

## یادکردها
1. ↑  http://web.mit.edu/newsoffice/2002/weisskopf-0424.html
2. 1 2  http://www.nap.edu/html/biomems/vweisskopf.pdf
3. ↑  http://www-theory.lbl.gov/jdj/VFW-Phy-Today.pdf
4. ↑  'می‌توانستم با لمب در جایزه نوبل سهیم باشم' ویکتور وایسکاپف، زندگی‌نامه, p. 16. http://www.nap.edu/html/biomems/vweisskopf.pdf
5. ↑  http://www.google.com/search?tbo=p&tbm=bks&q=inauthor:victor+inauthor:Weisskopf&tbs=,bkt:b&num=100